# École nationale de théâtre du Canada

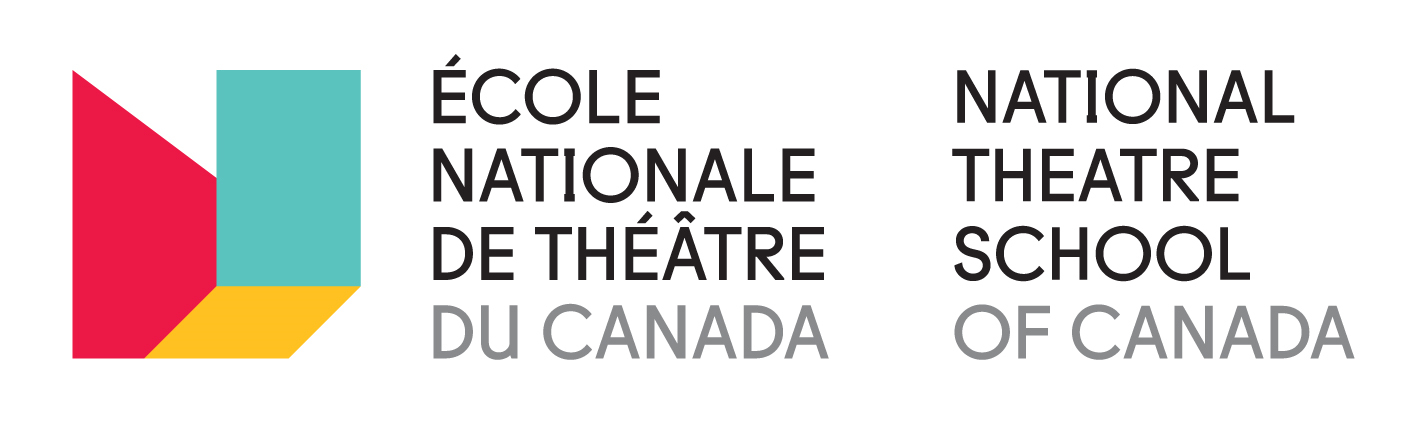
Logo

Pour les articles homonymes, voir ENT.
 (mars 2021).
 (mars 2021).
Si vous disposez d'ouvrages ou d'articles de référence ou si vous connaissez des sites web de qualité traitant du thème abordé ici, merci de compléter l'article en donnant les références utiles à sa vérifiabilité et en les liant à la section « Notes et références ».
L'École nationale de théâtre du Canada (ENT) a été établie à Montréal au Canada en 1960. Le pavillon principal est dans un édifice du Plateau Mont-Royal sur la rue Saint-Denis à l'angle de l'avenue Laurier et ses salles de spectacles sont dans le site historique du Monument-National sur le boulevard Saint-Laurent.
L'École nationale de théâtre est aujourd'hui considérée comme la principale école de formation théâtrale au Canada. Elle offre une formation professionnelle dans tous les métiers du théâtre, et ce autant en français qu'en anglais.

## Origine
L'ENT est fondée en 1960 par Jean-Louis Roux, Roy Stewart, Powys Thomas, Vincent Tovell et Herbert Whittaker. Le pédagogue et homme de théâtre Michel Saint-Denis sert de conseiller artistique au projet.
Robert Gravel y a enseigné l'improvisation théâtrale.
Depuis 1990, l'École remet annuellement le prix Gascon-Thomas du nom de Jean Gascon et Powys Thomas, deux anciens professeurs de l'École.

## Missions pédagogiques
Établie à Montréal depuis 1960, l’École nationale de théâtre du Canada (ENT) est l’une des rares écoles à offrir une formation professionnelle dans toutes les disciplines du théâtre : l'interprétation, l’écriture dramatique, la mise en scène, la scénographie et la production, et ce, autant en français qu'en anglais.
L’École propose une approche du théâtre comme art collectif nécessitant de la discipline, de l’engagement, de la générosité, de l’ouverture, de la souplesse et de l’imagination. Regroupant toutes les disciplines sous un même toit, l’École permet aux étudiants d’expérimenter au quotidien l’interdépendance des métiers de la scène. Cette approche est jugée essentielle à une préparation adéquate à la pratique théâtrale professionnelle actuelle.
De plus, la formation, en grande partie individualisée, est assurée par des gens de théâtre, d’abord artistes et praticiens actifs. Les quelque 160 étudiants y côtoient près de 200 metteurs en scène, directeurs artistiques, directeurs techniques, directeurs de production, créateurs (décors, son, costumes, éclairages, accessoires, musique), acteurs, chorégraphes, chanteurs, régisseurs, spécialistes du travail vocal et auteurs, façonnant la vie culturelle de toutes les régions du pays.

## Campus et bâtiments

### Pavillon Michel et Suria Saint-Denis

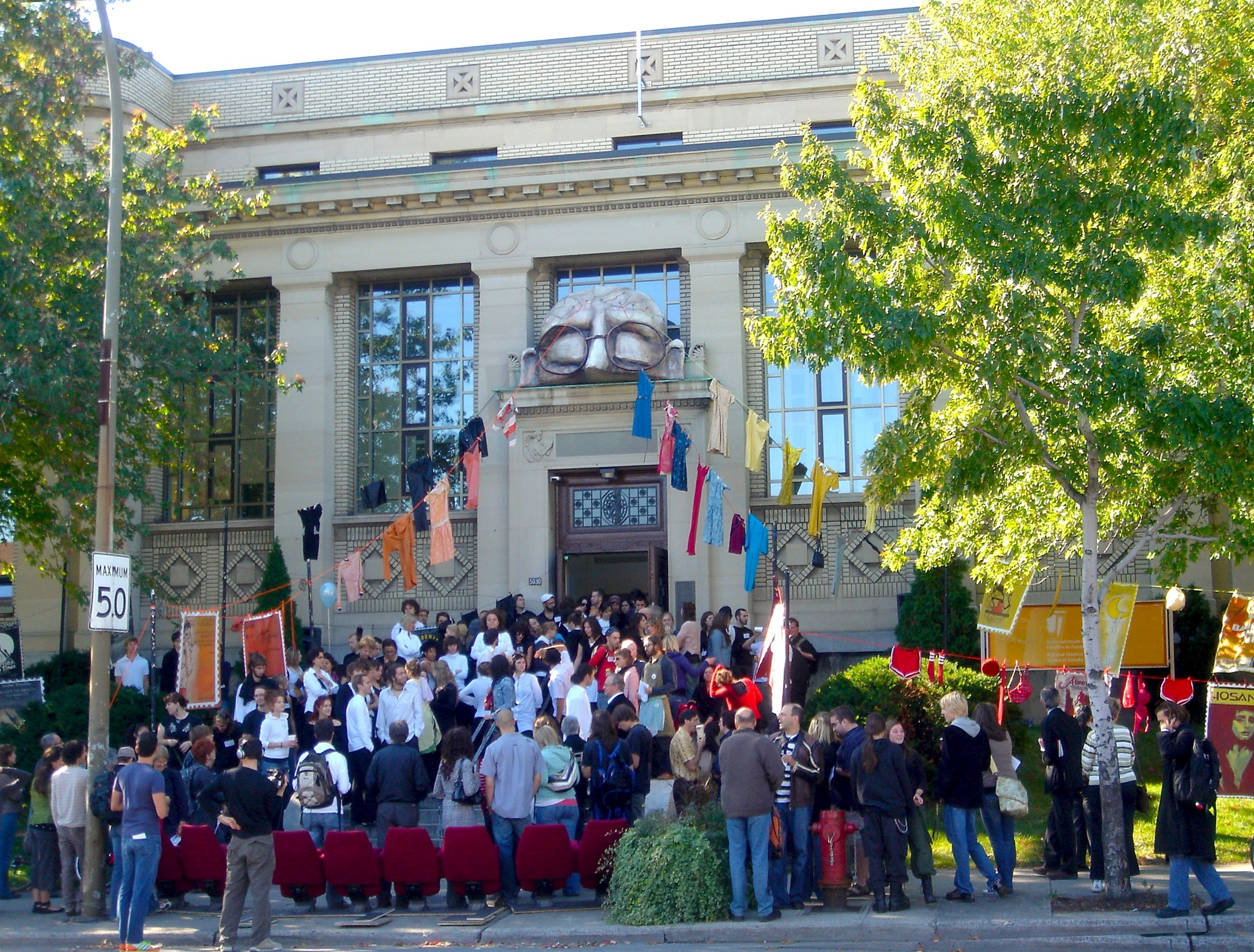
Le pavillon St-Denis

Installé dans l’ancienne Cour provinciale du Bien-être social, au 5030, rue Saint-Denis (près du métro Laurier), le campus principal de l'école se situe au carrefour des quartiers Plateau Mont-Royal et Mile-End. Le Pavillon Michel et Suria Saint-Denis comporte des salles de répétition, des salles de classe (incluant des locaux aménagés pour la voix, la danse, le mouvement, la scénographie et l’écriture), la Salle André-Pagé (une salle de spectacle à aménagement souple de 150 places), le Studio Pauline-McGibbon (salle de 80 places), un petit atelier de confection de costumes, un studio de son, un laboratoire d’éclairage, une salle de projection, un laboratoire d’informatique, un magasin de fournitures scolaires et le Café Papilles Bonheur[réf. souhaitée].

### Bibliothèque Famille-Bleviss
C’est également dans cet édifice que se trouve le plus important centre de documentation dans le domaine du théâtre et de ses arts connexes au Canada.
La collection de la bibliothèque de l’École comprend environ 35 000 pièces de théâtre en français et en anglais, publiées ou manuscrites ; près de 20 000 monographies portant sur tous les aspects du théâtre et de ses arts connexes (jeu, mouvement, voix, théâtre pour enfants et adolescents, éclairage, son, production, administration des arts, architecture, scénographie, costumes, etc.) ; de nombreux volumes sur divers sujets utiles au travail théâtral (art, architecture, histoire, mythologie, mode, etc.).
Ses archives contiennent aussi plusieurs documents sur des pièces, des gens et des compagnies de théâtre ainsi que sur d’autres sujets pertinents. D'abord à l'usage des étudiants et des professeurs de l'École, la bibliothèque peut aussi être fréquentée par des abonnés (moyennant des frais annuels).

### Monument-National

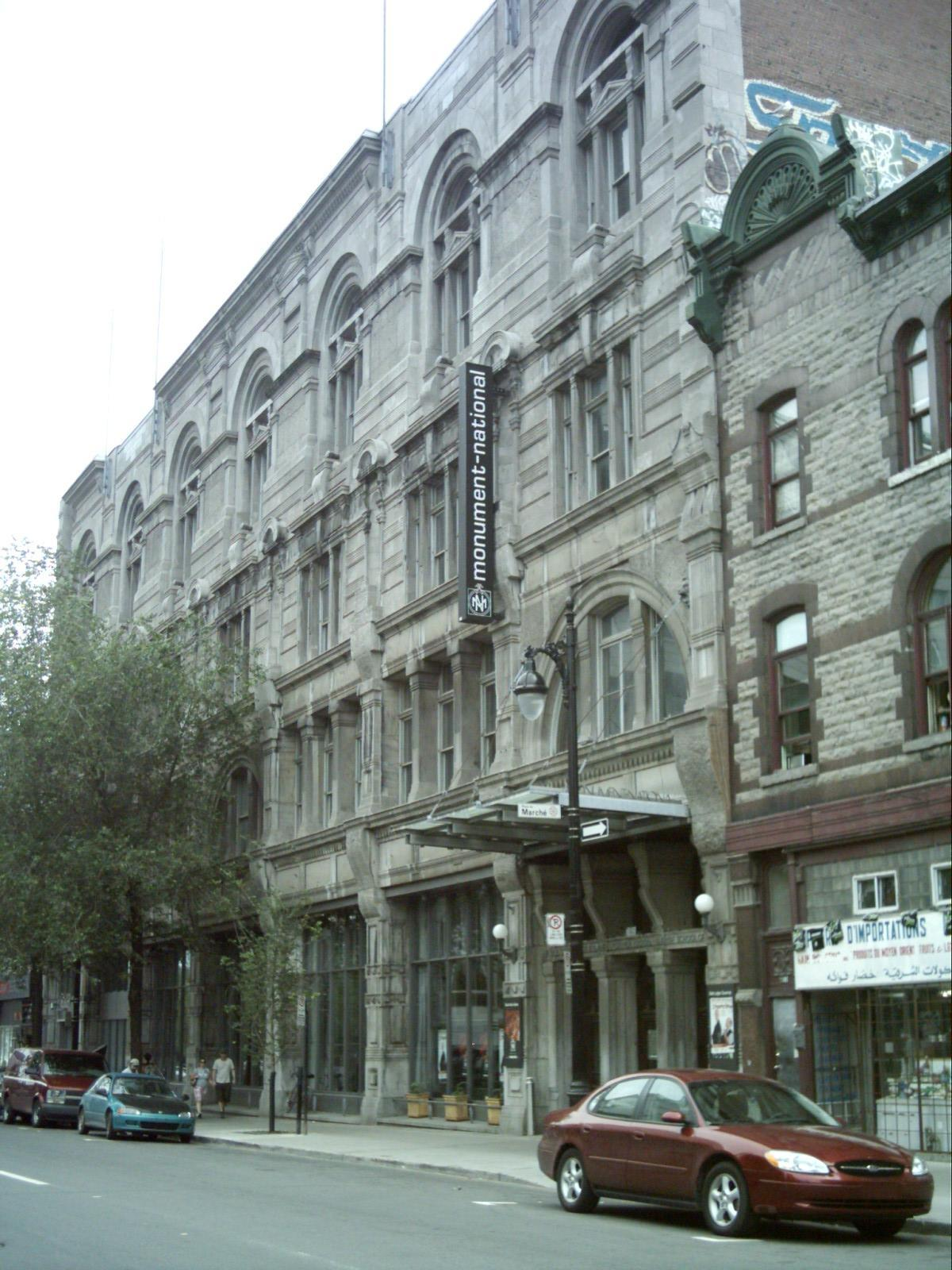
Le Monument-National.

Le campus de l’École nationale de théâtre se déploie jusqu’au cœur du centre-ville de Montréal avec le Monument-National, édifice centenaire qui appartient à l’École. Situé en plein cœur du Quartier des spectacles, sur la « Main », tout près du métro Saint-Laurent, le Monument-National, déclaré « bien culturel classé » est l’un des premiers immeubles multifonctionnels construits au Canada. Le Monument-National compte trois salles de spectacle et ses multiples espaces offrent des possibilités d’aménagements presque illimitées.
Les scènes du Monument-National peuvent accueillir des concerts intimistes autant que des spectacles à grand déploiement. La Salle Ludger-Duvernay est un chef-d’œuvre d’intégration d’une technologie de pointe à un joyau architectural hérité de la fin du XIXe siècle, alors que le Studio Hydro-Québec est un espace à géométrie variable. Au troisième, on retrouve La Balustrade, un théâtre de poche de 55 places, en format cabaret.
D’une facture très contemporaine, la Scène financière Sun Life est un lieu privilégié pour des conférences de presse, des lancements et des réceptions de toutes sortes. La Salle Marie-Vincent permet, quant à elle, d’accueillir des invités dans une ambiance plus intime et classique, que ce soit pour célébrer une première ou tenir une réunion de travail.
On y trouve aussi des ateliers pour la construction des décors, la confection des costumes, la fabrication d’accessoires, la peinture scénique ainsi qu’une grande salle de répétition. C’est là que sont produits et présentés, chaque année, la plupart des exercices publics des finissants.
Le Monument-National est l’un des plus importants lieux de diffusion des arts de la scène à Montréal et au Canada. Lors de sa réfection en 1993, l’École s’est engagée à en faire un complexe servant, à la fois, à des fins d’enseignement et de diffusion des arts de la scène. Ce double mandat constitue un défi stimulant : il amène les étudiants et le personnel de l’ÉNT à côtoyer quotidiennement les producteurs, les artistes et le grand public qui fréquentent ce lieu magique.

## Anciens étudiants
- Robert Charlebois (1962) – chanteur
- Jacqueline Laurent (1963) – actrice et metteuse en scène
- Peter Cullen (1963) – acteur
- Martha Henry (1964) – réalisatrice, actrice
- Donnelly Rhodes (1964) – acteur
- Pierre Curzi (1969) – acteur, syndicaliste, homme politique
- Luba Goy (1969) – actrice
- Judith Thompson (1979) – scénariste
- Patrice Coquereau (1986) – acteur
- Roy Dupuis (1986) – acteur
- François Papineau (1990) – acteur
- Wajdi Mouawad (1991) – metteur en scène
- Kari Matchett (1993) – actrice
- Sandra Oh (1993) – actrice
- Jean-Nicolas Verreault (1995) – acteur
- Philip Nozuka (en) – acteur
- Didier Lucien – acteur
- Daniel Paquette (2001) – acteur et metteur en scène
- Benoît McGinnis (2001) – acteur
- Catherine De Sève (2001) – actrice
- Patrick Drolet (2001) – acteur
- Julien Schmutz (2002) – acteur et metteur en scène
- Christian Lapointe (2005) – metteur en scène
- Marie-Eve Huot (2006) – actrice et metteuse en scène
- Amy Price-Francis – actrice
- Félix-Antoine Boutin (2012) – auteur, acteur et metteur en scène
- Charli Arcouette (2012)  – actrice
- Marianne Dansereau (2014) – auteure et actrice
- David Paquet (en) (2006) – dramaturge
- Guillaume Cyr – acteur

Maxime Mailloux (2012) acteur

## Article